# Сунце из Вергине
Сунце из Вергине (грч. Ήλιος της Βεργίνας), познато и као Звезда из Вергине, шеснаестокраки симбол који је 1977. године пронашао грчки археолог Манолис Андроникос у Вергини на северу Грчке. Откривене су четири гробне коморе са нетакнутим гробницама. Још три су пронађене током 1980-их. Осим гробнице Филипа II Македонског, Андроникос је веровао да је пронашао и гробницу Александра IV, сина Александра Великог и Роксане; у шта верују и многи други археолози. Пронађен је мермерни саркофаг и ковчег (ларнакс) од 24-каратног злата тежак 11 kg, а на поклопцу овог ковчега налази се „Сунце Вергине“, симбол који је постао знак грчке Македоније.
Сунце из Вергине је постало контроверзно када га је новооснована држава Република Македонија 1991. године узела за симбол на својој државној застави. Македонија је 1995. године, уз велики притисак Грчке, морала да промени изглед заставе.

## Историја
Симболика Сунца Вергине је предмет изучавања академика, археолога и историчара, као и разних тумачења. Значење симбола није у потпуности јасно. Археолози се не слажу о томе да ли је то симбол Македоније, амблем Аргејске династије, религиозни симбол који представља дванаест богова са Олимпа, а неки тврде да је једноставно украс. Манолис Андроникос је био уверен да је велики тумул (Μεγάλη Τούμπα) у ствари маузолеј македонских краљева и да је симбол њихов, Евгениј Борза је истакао да је „звезда” често присутна у древномакедонској уметности.
Џон Пол Адамс је скренуо пажњу на сталну употребу „звезде” као декоративног елемента у грчкој уметности, али да се не може дефинитивно рећи да ли је она била „краљевски” симбол Македоније или „национални”.
Постоји неколико случаја где су приказани атински хоплити који носе на штиту шеснаестокраки симбол.
Започета су археолошка ископавања на челу са грчким археологом Андроникосом у градићу Вергина. Након тронедељног ископавања 1977. године открио је четири гробне коморе са нетакнутим гробницама. Још три су пронађене током 1980-их. Осим гробнице Филипа II Македонског, Андроникос је веровао да је пронашао и гробницу Александра IV, сина Александра Великог и Роксане; у шта верују и многи други археолози.
Друга, једноставнија гробница број I са две просторије, је вероватно гробница Филипа II Македонског. У њој је пронађен мермерни саркофаг и ковчег (ларнакс) од 24-каратног злата тежак 11 kg, у којем су биле кости преминулих и позлаћених 313 храстових листова и 68 жирева тешких 717 грама. На поклопцу овог ковчега налази се „Сунце Вергине“, симбол који је постао знак грчке Македоније.
Република Македонија се 1991. године одвојила од Југославије, на својој застави је изабрала симбол Сунца Вергине или Звезда из Кутлеша са црвеном позадином. Тај потез је изазвао оштру реакцију званичне Грчке и целе јавности у држави, јер је већ користила симбол за свој регион Македонију и сматра је својом баштином. Грчка је одговорила тако што је симбол Сунца из Вергине убацила у готово све своје институције. Додато је на кованицу од 100 драхми почетком 1992. године и појавило се на полицијским униформама у Атини. ТВ канал „Македонија”, са седиштем у Солуну је заменио свој лого, а банка Македоније и Тракије је прихватила као свој симбол. У фебруару 1993. грчки парламент је усвојио резолуцију о проглашењу Сунца Вергине за званични национални симбол. У јулу 1995. године, Грчка је послала захтев Светској организацији за интелектуалну својину (ВИПО) да има ексклузивна права на интелектуалну својину за симбол. Спор је делимично решен октобра 1995. године у компромису који је предложен од стране Уједињених нација. Симбол је уклоњен са заставе Републике Македоније у склопу споразума којим су успостављени дипломатски и економски односи између Републике Македоније и Грчке. Након тога Република Македонија је променила изглед заставе, а Грчка је укинула трговински ембарго.

## Употреба
Сунце Вергине на плавој позадини се најчешће користи као незванична застава три грчке периферије Западне, Средишње и Источне Македоније. Такође се користи од стране организација из македонске дијаспоре, као што су пан-македонске асоцијације у САД и Аустралији, као и велики број комерцијалних предузећа.
Многи градови и институције у Републици Северној Македонији користе овај симбол на заставама и грбовима, попут Македонске Каменице, некадашње општине Другово и село Пустец у Албанији са већинским македонским становништвом.

## Галерија
- Сунце из Вергине
- Сунце из Вергине
- Застава Егејске/Грчке Македоније
- Застава Републике Македоније 1992—1995
- Ковчег (ларнакс)

- Драхма из Карије са приказом Аполона са једне стране, а на другој сличност са Сунцем из Вергине
- Хелиос у својим кочијама, 4. век пре нове ере
- Тетрадрахма, лево Деметрије Полиоркет, десно је бог мора Посејдон испод чије десне руке се види шеснаестокраки симбол